# Oakhurst (Oklahoma)
Oakhurst es un lugar designado por el censo ubicado en el condado de Tulsa en el estado estadounidense de Oklahoma. En el Censo de 2010 tenía una población de 2185 habitantes y una densidad poblacional de 239,33 personas por km².

## Geografía
Oakhurst se encuentra ubicado en las coordenadas 36°5′5″N 96°3′27″O / 36.08472, -96.05750. Según la Oficina del Censo de los Estados Unidos, Oakhurst tiene una superficie total de 14.69 km², de la cual 14.69 km² corresponden a tierra firme y (0.05%) 0.01 km² es agua.

## Demografía
Según el censo de 2010, había 2185 personas residiendo en Oakhurst. La densidad de población era de 239,33 hab./km². De los 2185 habitantes, Oakhurst estaba compuesto por el 76.34% blancos, el 1.24% eran afroamericanos, el 13.78% eran amerindios, el 0.27% eran asiáticos, el 0.09% eran isleños del Pacífico, el 1.19% eran de otras razas y el 7.09% pertenecían a dos o más razas. Del total de la población el 4.76% eran hispanos o latinos de cualquier raza.